# 카르멜회 수녀들의 대화
카르멜회 수녀들의 대화(프랑스어: Dialogues des Carmélites)는 프랑시스 풀랑크에 의해 1956년 작곡된 오페라로, 3막과 12개의 장면으로 구성되어있다. 풀랑크의 두 번째 오페라로 조르주 베르나노스의 원작에 기반하여 작곡가 본인이 리브레토를 작성하였다. 1794년 프랑스혁명 공포정치시기에 성직을 포기하지 않았다는 이유로 단두대에 올라간 콩피에뉴의 순교자, 가르멜회 수녀들의 실화에 기반한 창작물이다.
세계 초연은 밀라노의 스칼라 극장에서 1957년에 이탈리아어로 이루어졌다. 프랑스어 초연은 파리에서 1957년 6월 21일에 이루어졌고, 미국에서는 샌프란시스코에서 1957년 9월에 초연되었다.

## 탄생과정
1947년 레몽 레오폴드 브룩베르거(Raymond-Léopold Bruckberger)와 시나리오작가 필립 아고스티니(Philippe Agostini)는 게르트루트 폰 르포르의 단편 《단두대의 마지막 한사람Die Letzte am Schafott》에 기반한 영화 대본을 써달라고 베르나노스에게 부탁한다. 이 단편은 1794년 콩피에뉴에 있는 가르멜회 수도원에서 순교한 콩피에뉴의 순교자들의 실화에 기반하여 1789년부터의 일을 서술하고 있다.
그러나 베르나노스는 1948년 7월 5일에 충분한 수준의 대본을 만들지 못하고 죽는다. 이후 그의 유언집행인인 알베르 베갱(Albert Béguin)은 베르나노스의 유족을 돕기 위해 이 미완성 대본을 출판하고자 게르트루트 폰 르포르의 허가를 요청한다. 1949년 1월 게르트루트는 이 요청을 받아들여 자신의 원 저작가로서 베르나노스의 미망인과 자녀들을 위해 저작권의 일부를 양도한다. 이 때 자신의 원작과는 다른 이름을 붙일 것을 부탁하고, 베갱은 《카르멜회 수녀들의 대화Dialogues des Carmélites》라는 제목으로 그 해에 출판한다. 이는 다시 1951년 《축복받은 공포Die begnadete Angst》라는 이름으로 출판되어 취리히와 뮌헨의 극장에서 당해 초연된다. 프랑스어 초연은 1952년 5월, 자끄 에베르토(Jacques Hébertot)에 의해 에베르토 극장에서 이루어진다.
이 연극을 오페라로 만들자는 아이디어는 1953년 마르가리타 발만(Margarita Wallmann)이 베네치아에서 베르나노스의 연극을 보자고 남편에게 제안함으로써 시작된다. 그녀의 남편은 풀랑크의 전속 출판사인 리코르디(Ricordi)사의 사장이었는데, 그녀와 함께 연극을 본 후 리코르디사를 통해 풀랑크에게 오페라 제작을 제안한다. 거의 같은 시간에 M. 발카렌치(Valcarenghi) 역시 스칼라 극장의 발레 협업 제안을 위해 풀랑크에게 접근한다.
이와는 별개로 풀랑크 역시 베르나노스의 연극을 감상하였지만, 궁극적으로 카사 리코르디의 제안을 받아들여 오페라화를 결정한다. 풀랑크는 1953년 봄과 여름에 리브레토의 작업을 시작해 그해 8월에 음악을 쓰기 시작한다. 그러나 그해 10월, 풀랑크는 베갱과 에멧 레버리(Emmet Lavery) 사이의 저작권 분쟁에 대해 알게된다. 에멧 레버리는 1949년 4~5월에 게르투르트의 모든 소설작품을 연극으로 개조할 권리를 따로 획득했다. 결국 1954년 7월 20일, 배심단의 만장일치로 베르나노스의 상속인은 10만프랑을 레버리에게 지불하고 앞으로 영어 상영의 15%, 기타 언어 상영의 10%를 레버리에게 지불해야한다는 결정이 내려진다.
풀랑크는 이 갈등을 알고서 1954년 3월에 작품을 대폭 줄인다. 그러나 그러나 같은 해 7월에 베갱과 레버리 사이에 풀랑크의 오페라 작곡을 허가하도록 대화가 이루어지고, 1955년 3월 30일에 공식적 합의가 이루어진다. 이 합의문은 레버리의 권한으로 베르나노스의 작품을 풀랑크가 오페라로 개작하는 것을 허가하며, 레버리는 리브레토에 기여하지 않았음을 명시하고 있다. 풀랑크는 오페라의 작곡을 재개해 1955년 10월에 완성한다.
이 시기에 풀랑크는 다시 로마 가톨릭교회로 귀의한다. 한 오페라 비평가는 풀랑크가 전후 프랑스에서 독일인 통치자와 레지스탕스의 사이를 화해시키고자 노력했음이 가사에 묻어난다고 적었다.

## 참고 문헌
- Hell, Henri, Les Dialogues des Carmélites, liner notes to the recording on EMI compact disc no. 7493312.
- Poulenc, Francis, The Dialogues of the Carmelites – Libretto, original text and English Translation. Ricordi and Belwin Mills Publishing Corp., Melville, NY. 1957, 1959.